# Enderleinella
Enderleinella är ett släkte av insekter som beskrevs av André Badonnel 1932. Enderleinella ingår i familjen fransvingestövsländor.
Släktet innehåller bara arten Enderleinella obsoleta.